# Augusto César Alves Ferreira da Silva
Augusto César Alves Ferreira da Silva (ur. 15 marca 1932 w Celorico de Basto) – portugalski duchowny rzymskokatolicki, biskup Portalegre-Castelo Branco w latach 1978-2004, lazarysta.
Święcenia prezbiteratu przyjął 24 lipca 1960 w Zgromadzeniu Misjonarzy Wincentego à Paulo. 19 lutego 1972 Paweł VI mianował go biskupem Tete w Mozambiku. 31 maja 1976 zrezygnował z pełnienia tego urzędu. 25 września 1978 Jan Paweł I mianował go biskupem Portalegre-Castelo Branco.
22 kwietnia 2004 Jan Paweł II przyjął jego rezygnację z urzędu złożoną ze względu na zły stan zdrowia.